# Lijst van zoogdieren in Madagaskar

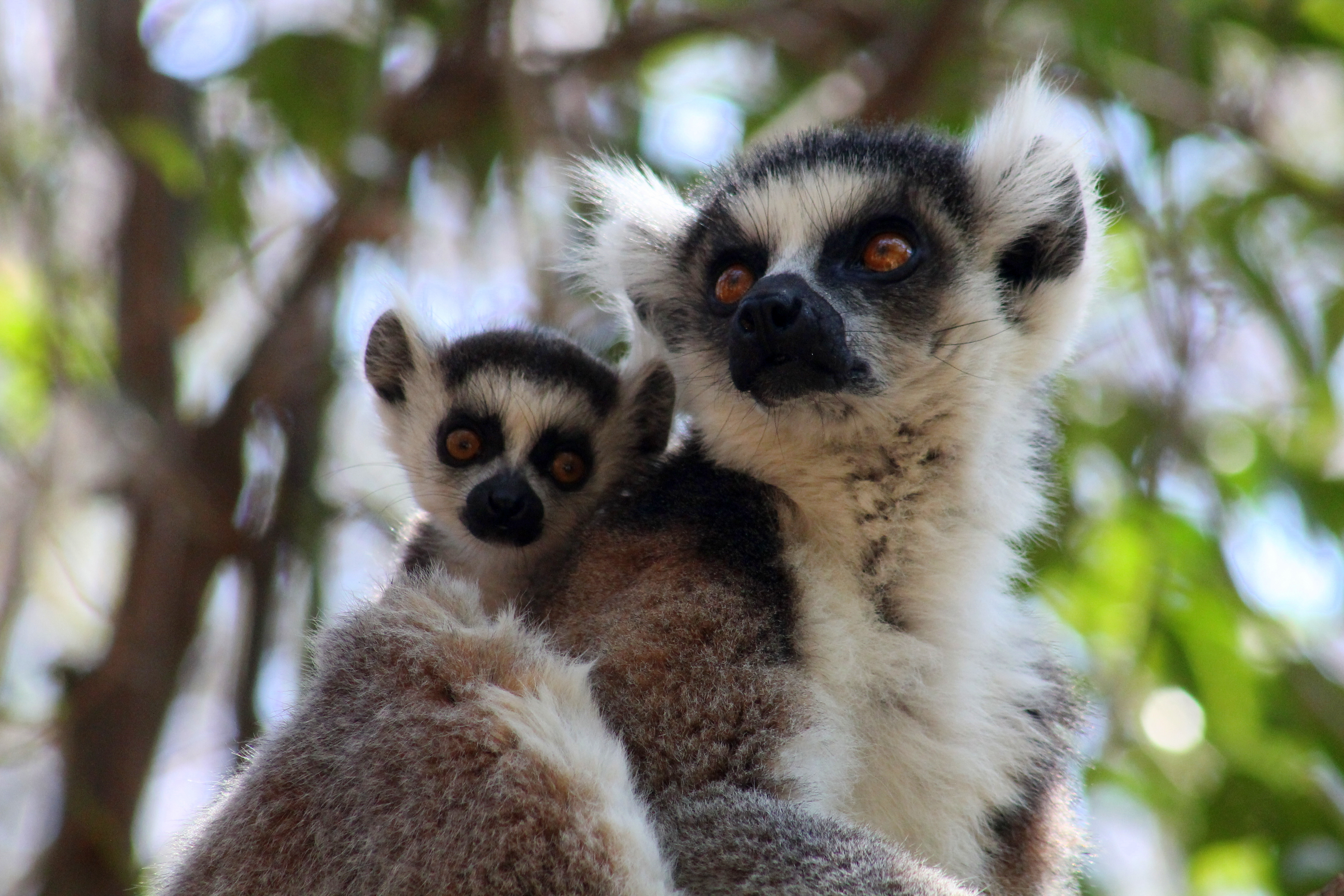
Ringstaartmaki's (Lemur catta) in het Anja Community Reserve

Dit is een lijst van inheemse zoogdieren die voorkomen op Madagaskar. Madagaskar heeft een unieke, vrijwel volledig endemische zoogdierfauna.
Op Madagaskar worden nog geregeld nieuwe soorten ontdekt of oude soorten gesplitst. Deze behoren tot allerlei groepen: tenreks als Microgale jobihely, vleermuizen als Emballonura tiavato, knaagdieren als Voalavo antsahabensis en primaten als Lepilemur betsileo. Al deze soorten zijn in de lijst opgenomen.

## OrdeAfrosoricida(Tenreks en goudmollen)

### FamilieTenrecidae(Tenreks)

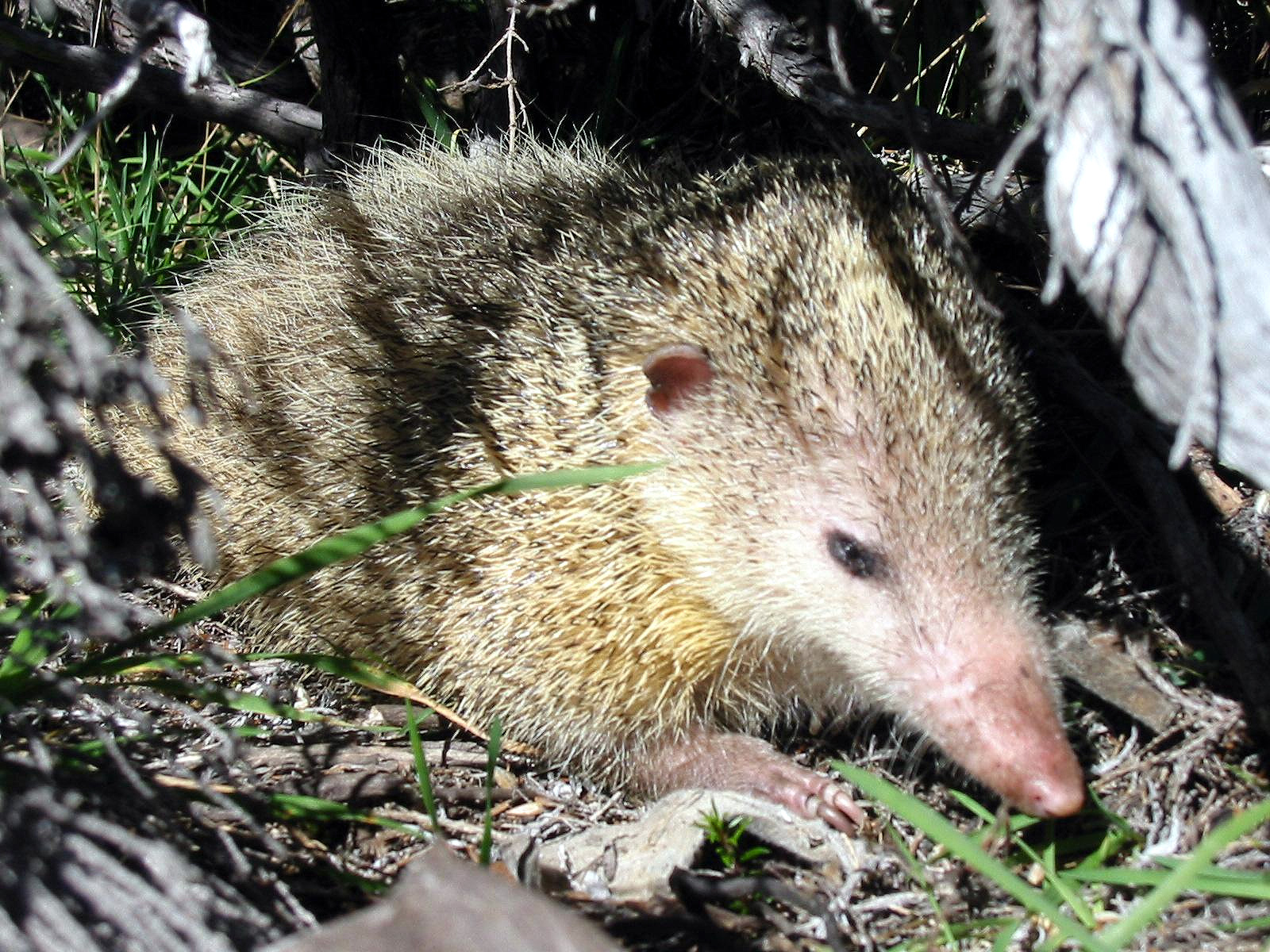
Gewone tenrek (Tenrec ecaudatus)

- Echinops telfairi (Kleine egeltenrek)
- Geogale aurita (Aardtenrek)
- Hemicentetes nigriceps (Zwartkoptenrek)
- Hemicentetes semispinosus (Gestreepte tenrek)
- Limnogale mergulus (Watertenrek)
- Microgale brevicaudata
- Microgale cowani
- Microgale dobsoni
- Microgale drouhardi
- Microgale dryas (Boomspitsmuistenrek)
- Microgale fotsifotsy
- Microgale gracilis
- Microgale gymnorhyncha
- Microgale jenkinsae
- Microgale jobihely
- Microgale longicaudata (Langstaarttenrek)
- Microgale majori
- Microgale monticola
- Microgale nasoloi
- Microgale parvula
- Microgale principula
- Microgale pusilla
- Microgale soricoides
- Microgale taiva
- Microgale talazaci
- Microgale thomasi
- Oryzorictes hova (Rijsttenrek)
- Oryzorictes tetradactylus (Viervingerige rijsttenrek)
- Setifer setosus (Grote egeltenrek)
- Tenrec ecaudatus (Gewone tenrek)

## OrdeEulipotyphla(Insecteneters)

### FamilieSoricidae(Spitsmuizen)
- Suncus madagascariensis (Madagaskarspitsmuis)
- Suncus murinus (Muskusspitsmuis)

## OrdeChiroptera(Vleermuizen)

### FamiliePteropodidae(Vleerhonden)

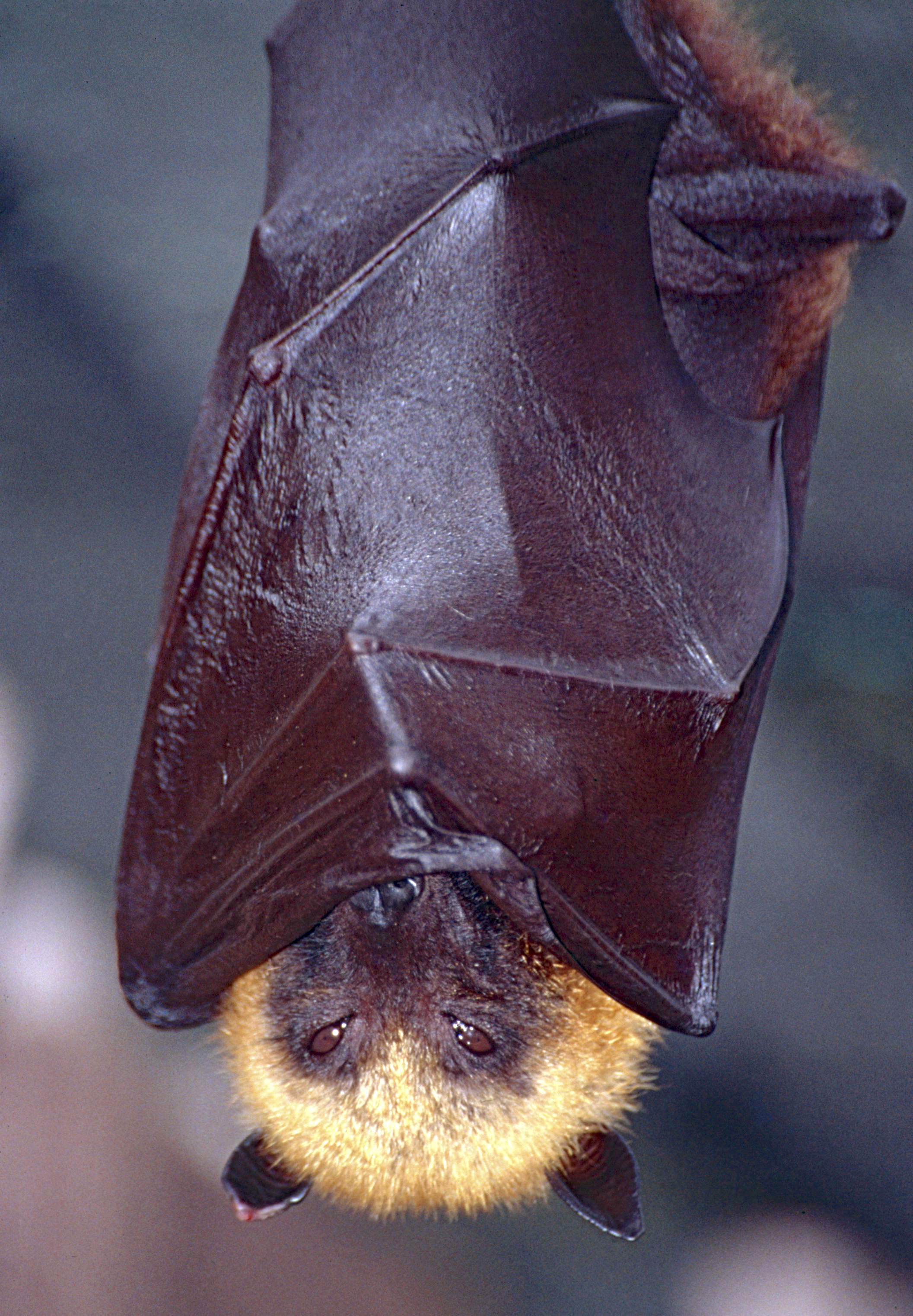
Rode vleerhond (Pteropus rufus)

- Eidolon dupreanum (Madagaskarpalmvleerhond)
- Pteropus rufus (Rode vleerhond)
- Rousettus madagascariensis

### FamilieHipposideridae(Bladneusvleermuizen van de Oude Wereld)

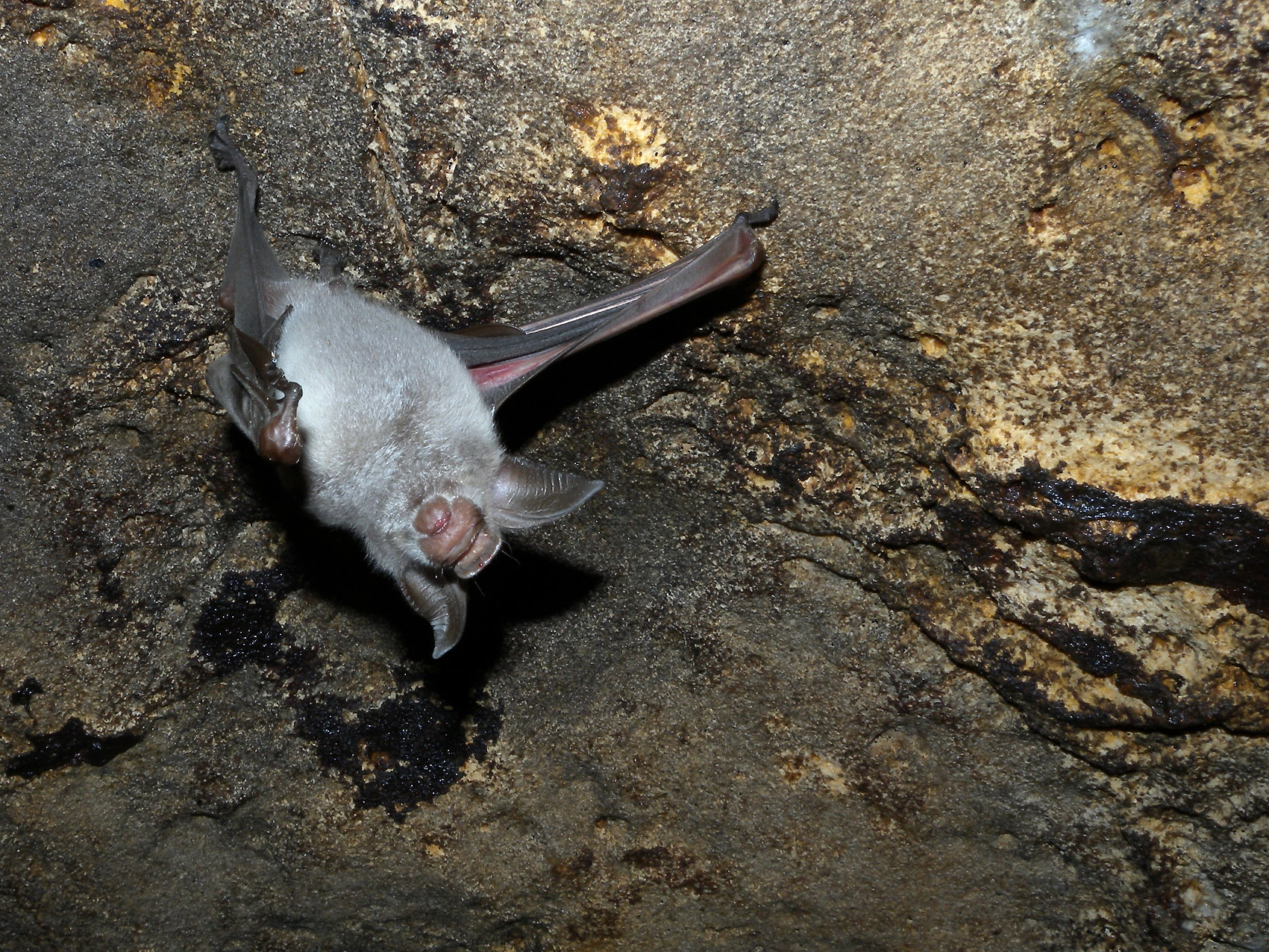
Reuzenrondbladneus (Hipposideros commersoni)

- Hipposideros commersoni (Reuzenrondbladneus)
- Triaenops auritus
- Triaenops furculus

### FamilieEmballonuridae(Schedestaartvleermuizen)
- Coleura afra
- Emballonura atrata
- Emballonura tiavato
- Taphozous mauritianus (Mauritiusgrafvleermuis)

### FamilieNycteridae(Spleetneusvleermuizen)
- Nycteris madagascariensis (Madagaskarspleetneusvleermuis)

### FamilieMyzopodidae(Zuigschijfvleermuis)
- Myzopoda aurita (Zuigschijfvleermuis)
- Myzopoda schliemanni

### FamilieMolossidae(Bulvleermuizen)
- Chaerephon jobimena
- Chaerephon leucogaster
- Chaerephon pumilus
- Mops leucostigma
- Mops midas
- Mormopterus jugularis
- Otomops madagascariensis
- Tadarida fulminans

### FamilieVespertilionidae(Gladneusvleermuizen)
- Hypsugo anchietae
- Miniopterus fraterculus
- Miniopterus gleni
- Miniopterus majori
- Miniopterus manavi
- Myotis goudoti
- Neoromicia malagasyensis
- Neoromicia matroka
- Neoromicia melckorum
- Pipistrellus hesperidus
- Pipistrellus raceyi
- Scotophilus cf. borbonicus
- Scotophilus marovaza
- Scotophilus robustus
- Scotophilus tandrefana

## OrdeCarnivora(Roofdieren)

### FamilieEupleridae(Madagaskarcivetkatten)
- Cryptoprocta ferox (Fretkat)
- Eupleres goudotii (Mierencivetkat)
- Fossa fossana (Fanaloka)

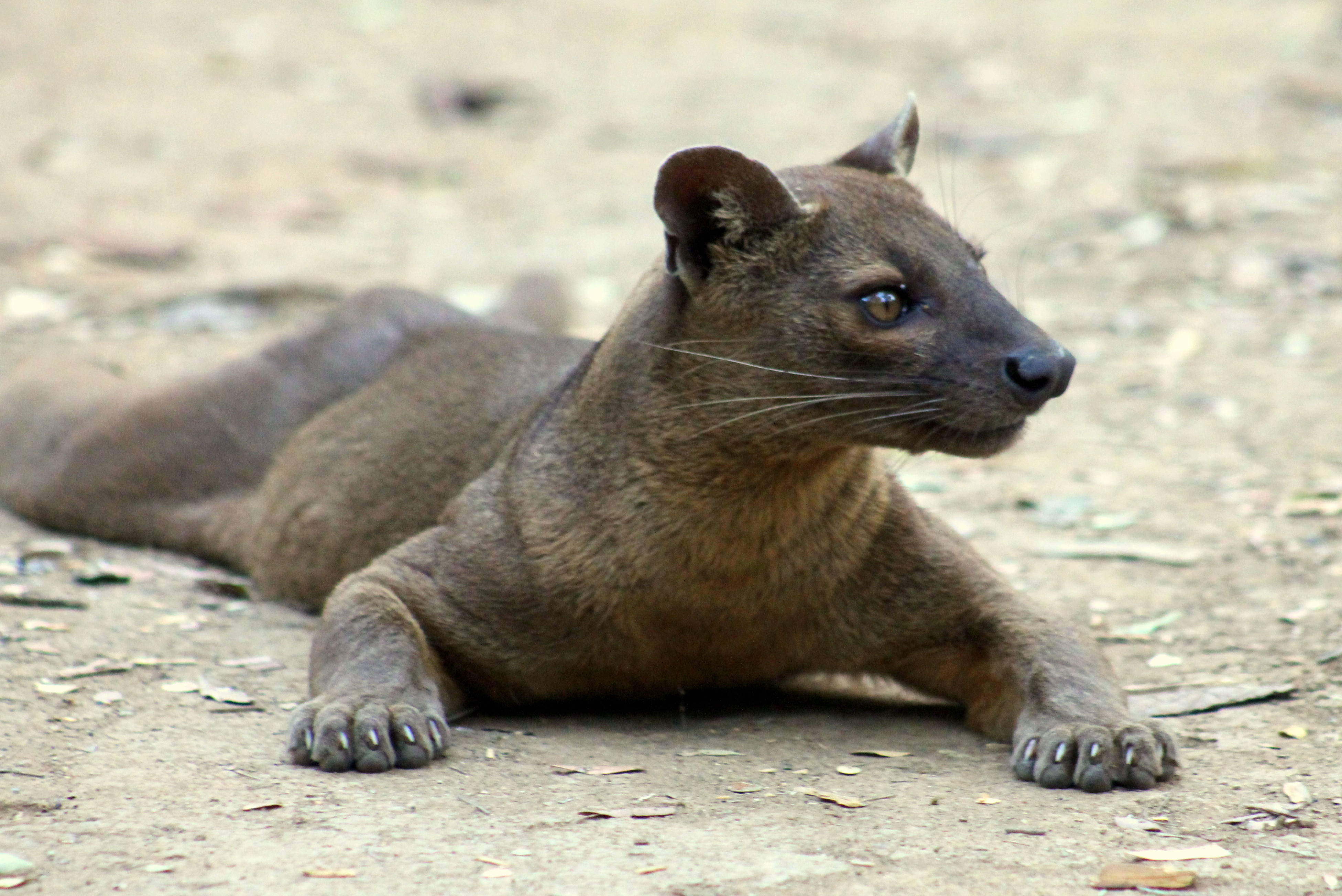
Fretkat (Cryptoprocta ferox)

- Galidia elegans (Ringstaartmangoest)
- Galidictis fasciata (Vijfstreepmangoest)
- Galidictis grandidieri (Grandidiermangoest)
- Mungotictis decemlineata (Tienstrepige mangoest/smalstreepmangoest)
- Salanoia concolor (Bruinstaartmangoest)

### FamilieHerpestidae(Mangoesten)
- Herpestes ichneumon (Egyptische ichneumon) (geïntroduceerd)

### FamilieViverridae(Civetkatachtigen)
- Viverricula indica (Rassé) (geïntroduceerd)

## OrdeArtiodactyla(Evenhoevigen)

### FamilieSuidae(Varkens)
- Potamochoerus larvatus (Boszwijn) (mogelijk geïntroduceerd)

## OrdeRodentia(Knaagdieren)

### FamilieMuridae(Muisachtigen)
- Mus musculus (Huismuis) (geïntroduceerd)
- Rattus norvegicus (Bruine rat) (geïntroduceerd)
- Rattus rattus (Zwarte rat) (geïntroduceerd)

### FamilieNesomyidae

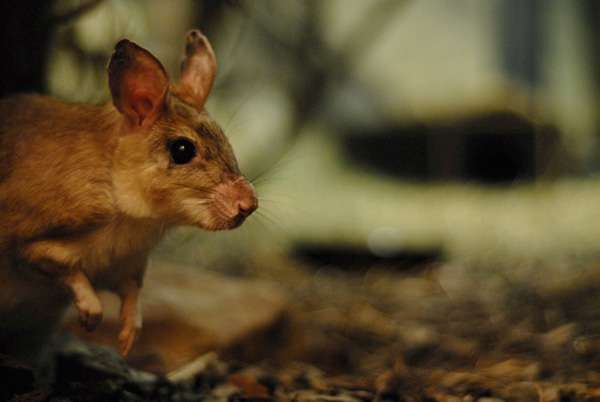
Madagaskarreuzenrat (Hypogeomys antimena)

- Brachytarsomys albicauda (Kortvoeteilandrat)
- Brachytarsomys villosa
- Brachyuromys betsileoensis
- Brachyuromys ramirohitra
- Eliurus antsingy
- Eliurus ellermani
- Eliurus grandidieri
- Eliurus majori
- Eliurus minor
- Eliurus myoxinus
- Eliurus penicillatus (Witpluimstaarteilandrat)
- Eliurus petteri
- Eliurus tanala
- Eliurus webbi
- Gymnuromys roberti
- Hypogeomys antimena (Madagaskarreuzenrat)
- Macrotarsomys bastardi
- Macrotarsomys ingens (Grote grootpooteilandmuis)
- Macrotarsomys petteri
- Monticolomys koopmani
- Nesomys audeberti
- Nesomys lambertoni (Lambertonmadagaskarrat)
- Nesomys rufus (Gewone Madagaskarrat)
- Voalavo antsahabensis
- Voalavo gymnocaudus

## OrdePrimates(Primaten)

### FamilieCheirogaleidae(Dwergmaki's)

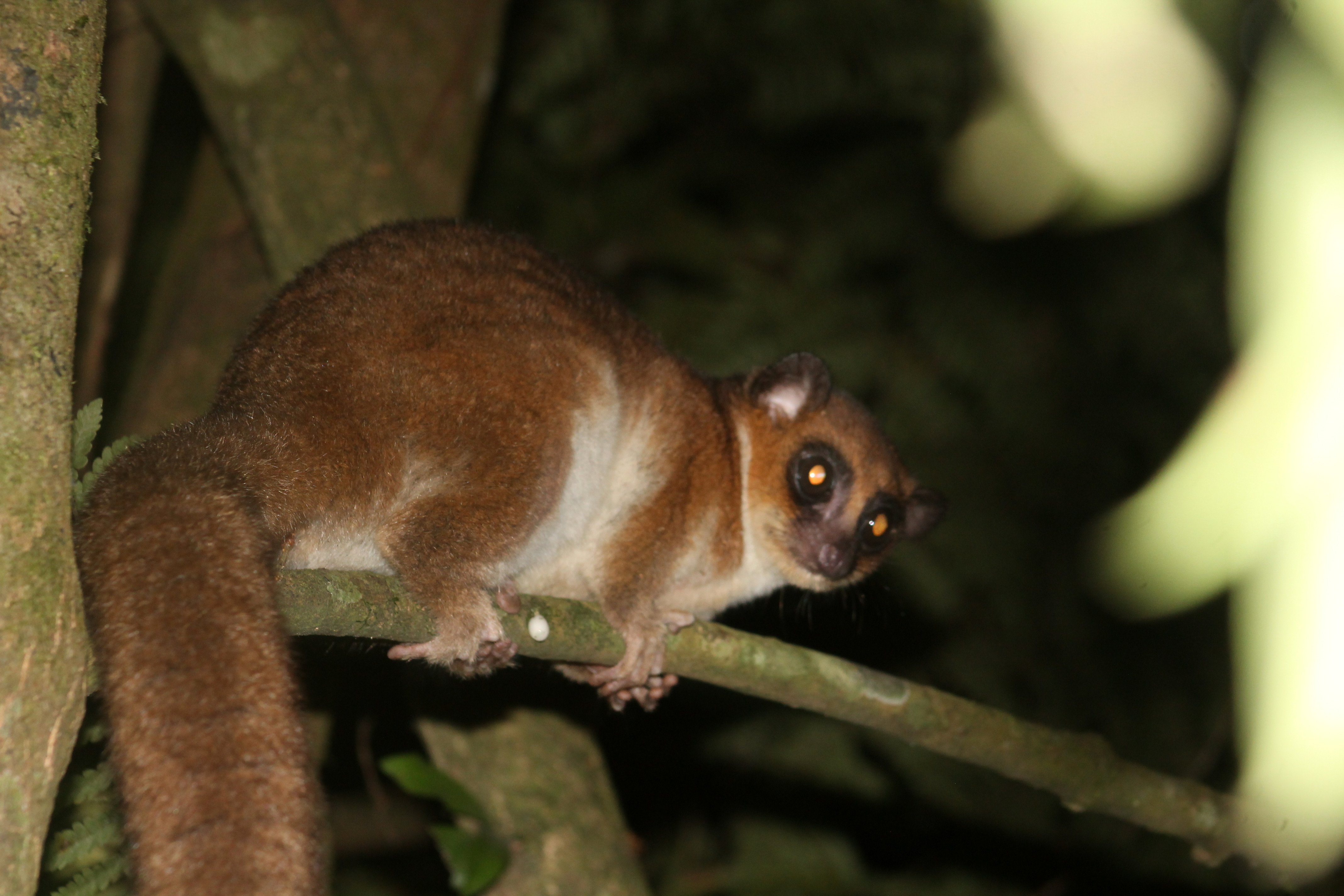
Grote katmaki (Cheirogaleus major)

- Allocebus trichotis (Pluimoorkatmaki)
- Cheirogaleus crossleyi
- Cheirogaleus lavasoensis
- Cheirogaleus major (Grote katmaki)
- Cheirogaleus medius (Vetstaartkatmaki)
- Cheirogaleus minusculus
- Cheirogaleus sibreei
- Microcebus arnholdi
- Microcebus berthae
- Microcebus bongolavensis
- Microcebus danfossi
- Microcebus gerpi
- Microcebus griseorufus
- Microcebus jollyae
- Microcebus lehilahytsara
- Microcebus macarthurii
- Microcebus mamiratra
- Microcebus margotmarshae
- Microcebus marohita
- Microcebus mittermeieri
- Microcebus murinus (dwergmuismaki)
- Microcebus myoxinus (kleine dwergmuismaki)
- Microcebus ravelobensis (goudbruine muismaki)
- Microcebus rufus (rode muismaki)
- Microcebus sambiranensis
- Microcebus simmonsi
- Microcebus tanosi
- Microcebus tavaratra
- Mirza coquereli (Coquereldwergmaki)
- Mirza zaza
- Phaner electromontis
- Phaner furcifer (Vorkstreepmaki)
- Phaner pallescens
- Phaner parienti

### FamilieLemuridae(Maki's)
- Eulemur albifrons (Witkopmaki)
- Eulemur cinereiceps (Grijskopmaki)
- Eulemur collaris (Roodkraagmaki)
- Eulemur coronatus (Kroonmaki)
- Eulemur fulvus (Bruine maki)
- Eulemur macaco (Zwarte maki)
- Eulemur mongoz (Mongozmaki)
- Eulemur rubriventer (Roodbuikmaki)
- Eulemur rufus (Roodkopmaki)
- Eulemur sanfordi (Sanfords maki)

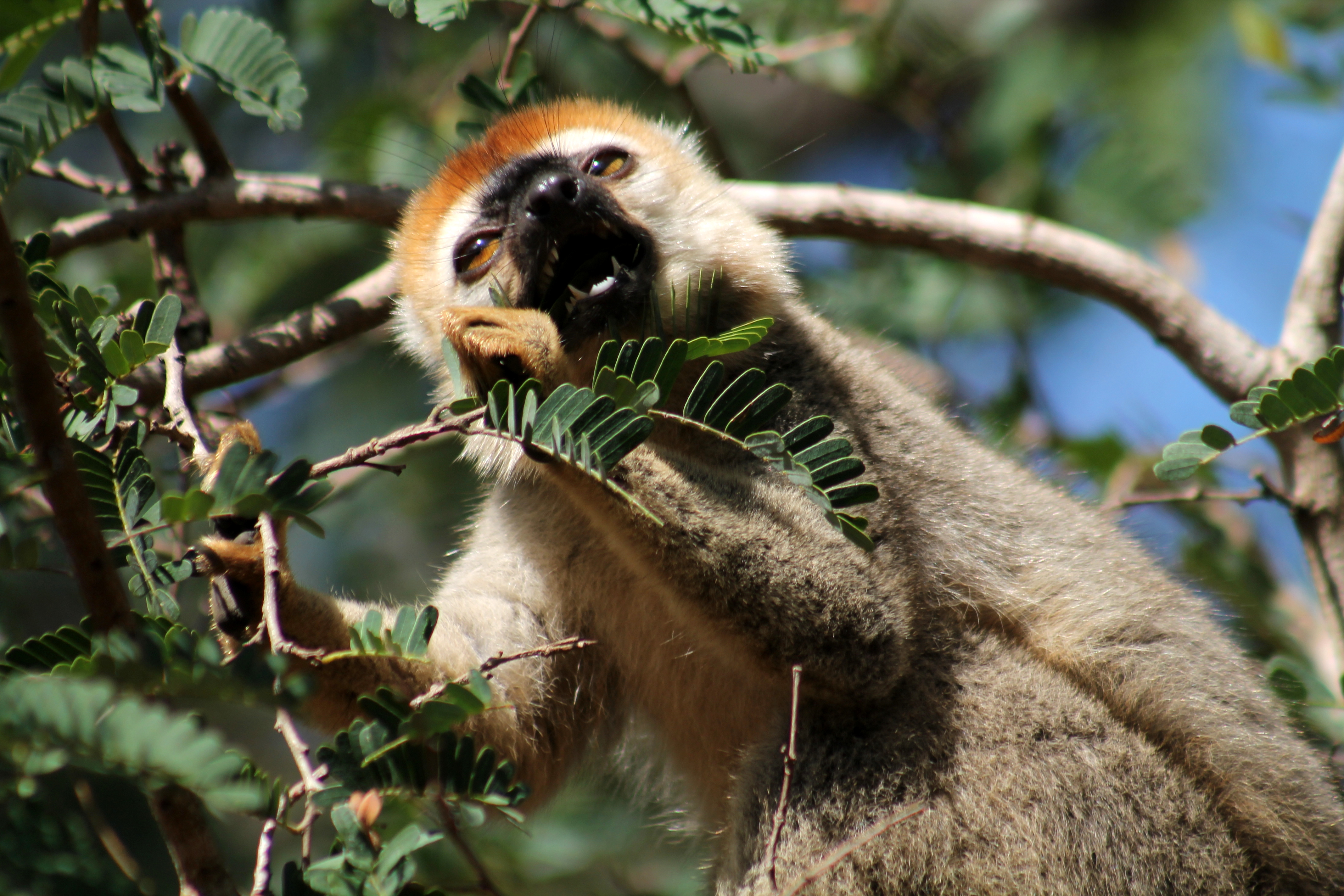
Roodkopmaki (Eulemur rufus)

- Hapalemur alaotrensis (Alaotrabamboemaki)
- Hapalemur aureus (Gouden halfmaki)
- Hapalemur griseus (Grijze halfmaki)
- Hapalemur meridionalis
- Hapalemur occidentalis
- Lemur catta (Ringstaartmaki)
- Prolemur simus (Breedsnuithalfmaki)
- Varecia rubra (Rode vari)
- Varecia variegata (Vari)

### FamilieLepilemuridae(Wezelmaki's)
- Lepilemur aeeclis
- Lepilemur ahmansoni
- Lepilemur ankaranensis
- Lepilemur betsileo

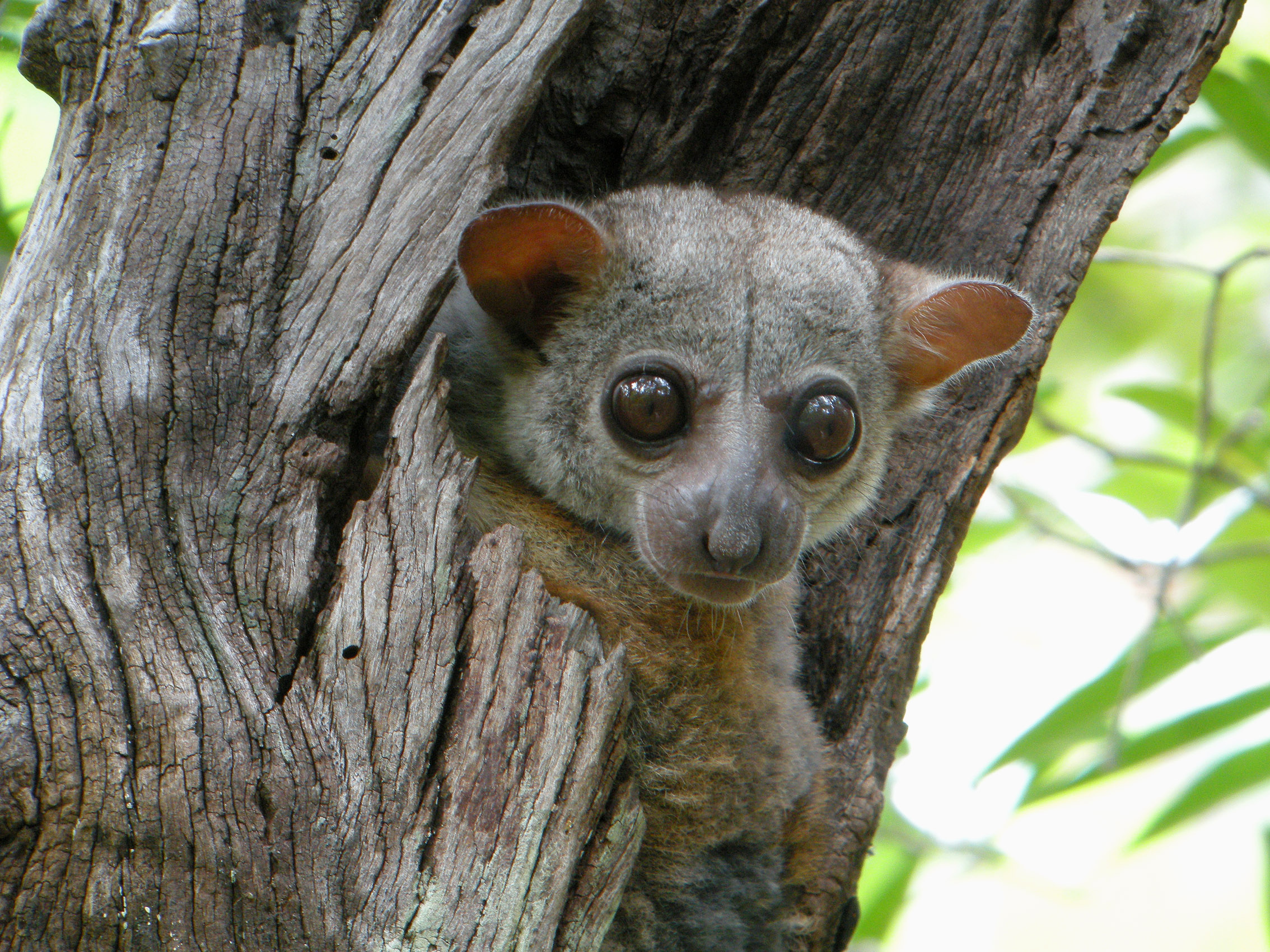
Milne-Edwards wezelmaki (Lepilemur edwardsi)

- Lepilemur dorsalis (Grijsrugwezelmaki)
- Lepilemur edwardsi (Milne-Edwards wezelmaki)
- Lepilemur fleuretae
- Lepilemur grewcocki
- Lepilemur hubbardi
- Lepilemur jamesi
- Lepilemur leucopus (Witvoetwezelmaki)
- Lepilemur manasamody
- Lepilemur microdon (Kleintandwezelmaki)
- Lepilemur milanoii
- Lepilemur mittermeieri
- Lepilemur mustelinus (Grote wezelmaki)
- Lepilemur otto
- Lepilemur petteri
- Lepilemur randrianasoli
- Lepilemur ruficaudatus (Roodstaartwezelmaki)
- Lepilemur sahamalazensis
- Lepilemur seali
- Lepilemur septentrionalis (Noordelijke wezelmaki)
- Lepilemur tymerlachsoni
- Lepilemur wrighti

### FamilieIndriidae(Indriachtigen)
- Avahi betsileo
- Avahi cleesei
- Avahi laniger (Oostelijke wolmaki)
- Avahi meridionalis

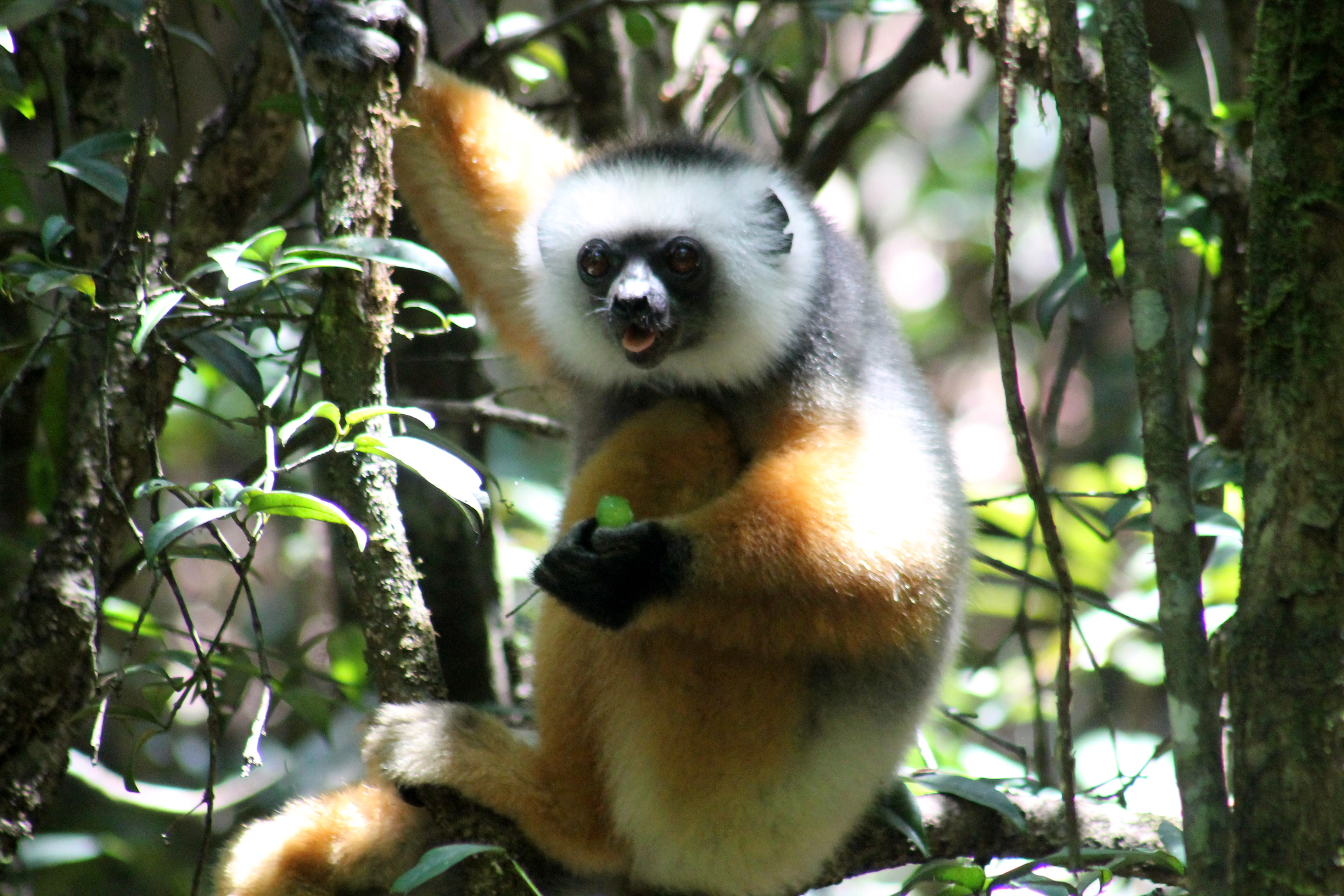
Diadeemsifaka (Propithecus diadema)

- Avahi occidentalis (Westelijke wolmaki)
- Avahi peyrierasi
- Avahi ramanantsoavani
- Avahi unicolor
- Indri indri (Indri)
- Propithecus candidus (Zijdesifaka)
- Propithecus coquereli (Coquerels kroonsifaka)
- Propithecus coronatus (Kroonsifaka)
- Propithecus deckenii (Von der Deckens sifaka)
- Propithecus diadema (Diadeemsifaka)
- Propithecus edwardsi (Milne-Edwards' sifaka)
- Propithecus perrieri (Perriers sifaka)
- Propithecus tattersalli (Goudkroonsifaka)
- Propithecus verreauxi (Verreaux' sifaka)

### FamilieDaubentoniidae(Vingerdieren)
- Daubentonia madagascariensis (Vingerdier)